# Dél-afrikai sziklafecske
A dél-afrikai sziklafecske, vagy más néven dél-afrikai fecske (Petrochelidon spilodera) a madarak osztályának (Aves) a verébalakúak (Passeriformes) rendjébe és a fecskefélék (Hirundinidae) családjába tartozó faj.

## Elterjedése
Mint költőfaj előfordul Botswana, a Kongói Demokratikus Köztársaság, Namíbia, a Dél-afrikai Köztársaság és Zimbabwe területén.
Kóborlóként feltűnhet a Kongói Köztársaságban, Gabonban, Lesothóban, Malawiban és Zambiában is.

## Megjelenése
14 centiméter hosszú.

## Életmódja
Repülő rovarokra vadászik. Közép-Afrikából a költési periódusban Dél-Afrikába költözik.

## Szaporodása
Szeptembertől áprilisig költ, évente 2-3 fészekaljat.

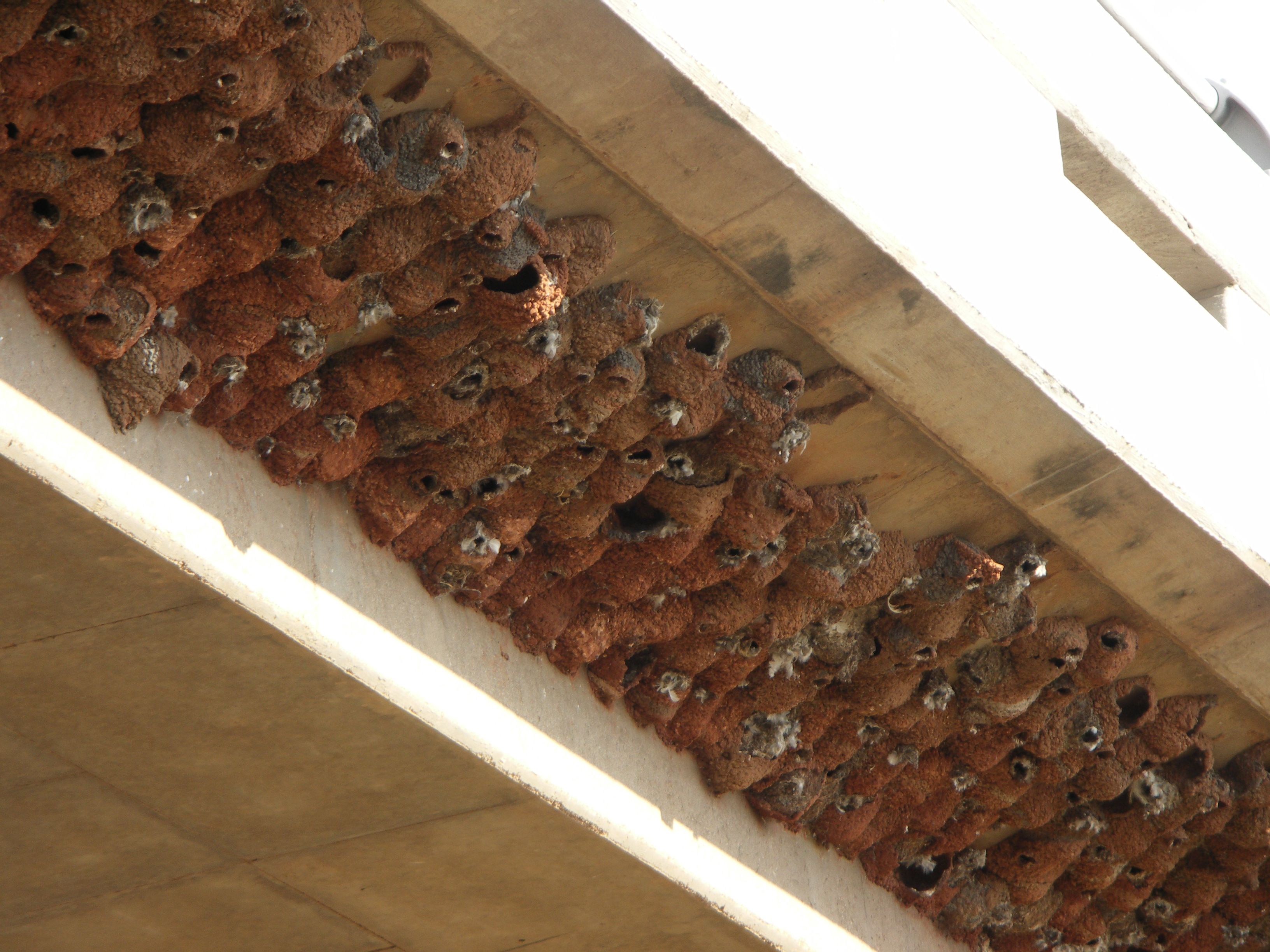
A Dél-afrikai sziklafecske hidak alatt is fészket rak

E fecskefaj nem pusztán a természet alkotta sziklákon fészkel, hanem mesterséges helyeken is, mint amilyenek például a hidak, felüljárók.

## Fordítás
Ez a szócikk részben vagy egészben  a   South African Cliff Swallow című angol Wikipédia-szócikk ezen változatának fordításán alapul.  Az eredeti cikk szerkesztőit annak laptörténete sorolja fel. Ez a jelzés csupán a megfogalmazás eredetét és a szerzői jogokat jelzi, nem szolgál a cikkben szereplő információk forrásmegjelöléseként.